# Bartolomé Altemir
Bartolomé Altemir (* 24. August 1783 in Barbastro; † 20. Mai 1843 in Bordeaux) war ein spanischer Franziskaner, Universitätsprofessor und Generalminister der Franziskaner-Observanten.

## Leben
Bartolomé Altemir y Paul absolvierte die Gymnasialstudien und die philosophischen Kurse am Kolleg der Schulbrüder in seiner Heimatstadt. In Alpartir in den Franziskanerorden eingetreten, legte er am 25. August 1799 die Ordensgelübde ab und studierte dann drei Jahre Philosophie und Theologie (Dogmatik und Moraltheologie).
Später war er Lektor der Theologie am Ordenskolleg. Am 19. September 1826 erwarb er an der Universität von Alcalá die akademischen Grade Bakkalaureus, Lizentiat und Doktor der Theologie. Er war Doktor der Theologie nemine discrepante an den Universitäten von Huesca und Alcalá de Henares, hatte die Lehrstühle für Logik und Metaphysik, Physik, Ethik, Religion und Griechische Sprache an der ersteren inne und wurde 1827 an die letztere als Professor für Theologie berufen. In Alcalá war er auch Vertretungsprofessor auf dem ersten Lehrstuhl für Theologie (Cátedra de Prima) und schließlich, 1832, auf dem Lehrstuhl für Römisch-Hispanische Geschichte und Religion. 1829 hielt er die Eröffnungsvorlesung für das Studienjahr. Er war Mitglied der Zensurbehörde und fungierte als Examinator an mehreren Lehrstühlen.
Daneben war Altemir als Prediger in vielen Kirchen tätig und trug mit seinem patriotischen Eifer in hohem Maß zum Sieg bei, den die nationalen Truppen am 9. Juli 1813 in der Nähe von Vich über die napoleonischen Truppen errangen.
In seinem Orden bekleidete er verschiedene Ämter: Guardian, Definitor der Kustodie, Generaldefinitor und Provinzialminister. Papst Gregor XVI. bestellte ihn 1834 zum Kommissar, Visitator, Reformator und Generalminister der Franziskaner (bis 1838).
Er gehörte viele Jahre lang der aragonesischen Gesellschaft der Freunde des Landes an (Sociedad Aragonesa de Amigos del País) und war Mitglied der Akademie der Kanoniker von San Isidro in Madrid (Academia de Cánones de San Isidro de Madrid). Er hinterließ mehrere theologische Werke und eine Beschreibung des Generalkapitels des Ordens, das 1830 in Alcalá stattfand, Historia del último capítulo general de la orden de San Francisco, die 1832 veröffentlicht und später von dem Historiker Esteban Azaña in seiner Geschichte der Stadt Alcalá verwendet wurde (Historia de la ciudad Alcalá de Henares (2 tomos). Alcalá de Henares: Imprenta de F. García; 1882–1883.).
Er starb, infolge des Carlismus aus Spanien vertrieben, am 20. Mai 1843 im Alter von 59 Jahren in Bordeaux und wurde auch dort bestattet. Sein Nachfolger Giuseppe Maria Maniscalco wurde ebenfalls vom Papst ernannt.

## Werke
- Historia del capitulo general celebrado en el convento de Santa Maria de Jesús ;vulgo San Diego de… Alcalá de Henares el dia 29 de Mayo de 1830. Madrid, 1832